# 崔瀛 (光緒進士)
崔瀛（?—?），字海洲，又字（号）子京，生于道光二十六年（公元1846年），山西赵城县人（现属洪洞县），清末官员。
光绪三年（1877年）中式丁丑科王仁堪榜三甲进士。曾任礼部主事（主客司、精膳司）、员外郎（仪制司）。誥授奉政大夫。《晉商史料全覽》收錄其為岳父、千總許寶源撰寫的的墓誌銘，由翰林院編修黃自元書丹，翰林院編修何福堃篆蓋。